# Rachel Donelson Jackson
Rachel Donelson Jackson, född 15 juni 1767 i Pittsylvania County i Virginia, död 22 december 1828 i Davidson County i Tennessee, var gift med USA:s sjunde president, Andrew Jackson.

## Biografi
Rachel Donelson Jackson var dotter till överste John Donelson. När hon var 13 år flyttade familjen till Kentucky, där hon 1785 gifte sig med kapten Lewis Robards. Efter fem års äktenskap bad han om tillåtelse från legislaturen att få skilja sig från henne.
År 1791 gifte hon sig i Natchez med Andrew Jackson, förvissad om att skilsmässan hade vunnit laga kraft. Två år senare upptäckte de att Robards precis erhållit skilsmässa, och Jackson och Rachel gifte om sig 17 januari 1794. Äktenskapet var barnlöst, men paret adopterade ett syskonbarn.
Allt eftersom Andrew Jacksons popularitet ökade uppstod också skvaller om den pinsamma episoden med skilsmässan, vilket sårade Rachel Donelson Jackson. Andrew Jackson deltog i flera dueller för att försvara hennes heder, bland annat 1806 i Kentucky, då han dödade en man vid namn Charles Dickinson. Smutskastandet tilltog i styrka igen under presidentkampanjen 1828.
Rachel Donelson Jackson avled i en hjärtattack i december 1828, två och en halv månad innan hennes make tillträdde som president.